# Подлесенский
Подлесенский — река в России, протекает по Оренбургской области на границе с Самарской. Левый приток реки Уйка, устье которой находится в 34 км от устья Савруши. Длина составляет 17 километров. Площадь водосборного бассейна — 69,1 км².

## Данные водного реестра
По данным государственного водного реестра России относится к Нижневолжскому бассейновому округу, водохозяйственный участок реки — Большой Кинель от истока и до устья, без реки Кутулук от истока до Кутулукского гидроузла. Речной бассейн реки — Волга от верхнего Куйбышевского водохранилища до впадения в Каспий.
Код объекта в государственном водном реестре — 11010000812112100008050.